# Storcz Botond
Storcz Botond Norbert (Budapest, 1975. január 30. –) olimpiai bajnok kajakozó, edző.

## Sportpályafutása
Az Újpesti TE majd a Multi SE színeiben kezdte a kajakozást. Később a KSI versenyzője volt. 1993-ban az ifjúsági világbajnokságon egy arany-, és egy ezüstérmet nyert. Ebben az évben bekerült a válogatott keretbe. 1994-ben az MTK versenyzője lett. 1995-ben bekerült a felnőtt világbajnoki csapatba. A vb-n Antal Zoltánnal K2 500 méteren kiestek a középdöntőben. 1996 júniusában szalmonellafertőzést szenvedett, kórházba került és több kilót fogyott. Felépülése után a hazai pótválogatón nem tudta biztosítani az olimpiai szereplésének lehetőségét.
1997-ben háromszoros Európa-bajnok lett. A világbajnokságon egyesben 500 és 1000 méteren valamint négyes 500 méteren (Vereckei Ákos, Hegedűs Róbert, Kammerer Zoltán) világbajnok volt. Négyes 1000 méteren (Antal, Szabó II. Gábor,
Bauer Márton) második lett. Az év végén a legjobb magyar sportolónak választották. 1998-ban a Magyar Kajak-kenu Szövetség elnökségi tagja lett. A világbajnokságon egyes 1000 méteren hetedik, a négyessel 1000 és 500 méteren is (Bártfai Krisztián, Szádovszki Zsolt, Bauer) ezüstérmes lett. Az év során egy fegyelmi ügye miatt féléves felfüggesztett eltiltást kapott. A kajak-kenu elnökségi tagságáról lemondott. A következő évben a vb-n egyes 1000 méteren kilencedik volt. Négyes 1000 méteren (Kammerer, Vereckei, Horváth Gábor) első, 500 méteren párosban (Horváth G.) második, négyesben (Kammerer, Vereckei, Horváth G.) harmadik volt. 2000-ben négyesben 1000 méteren (Kammerer, Vereckei, Horváth G.) ezüstérmes, 500 méteren (Kammerer, Kökény Roland, Ádám Attila) ötödik volt az Európa-bajnokságon. A sydney-i nyári olimpián kettesben 500 méteren (Kammerer), illetve négyesben 1000 méteren (Kammerer, Vereckei, Horváth G.) olimpiai aranyérmet szerzett.
2001 áprilisában a Szegedi Szegedi Vízisport Egyesülethez igazolt. Edzéseit Sári Nándor irányította. Az Európa-bajnoksága csak négyes 1000 méteren tudott kijutni. Az olimpiai bajnok egység az ötödik helyezést tudta megszerezni. A vb-n ezüstérmes lett az 1000 méteres távon a kajak négyessel (Kammerer, Kökény, Horváth G.). A következő évben a szegedi Eb-n 1000 méteren egyesben hetedik, négyesben (Kammerer, Kökény, Horváth G.) második volt. 500 méteren Kammererrel második lett. A világbajnokságon négyes 1000 méteren (Kammerer, Kökény, Horváth) negyedik helyezett volt. Kammererrel párban harmadik volt 500 méteren. 2002 novemberétől Tóth László lett az edzője. 2003-ban Bártfaival evezett egy egységben. A világbajnokságon nem indult. A vb után újra összeült Kammererrel és edzéseit ismét Sári Nándor irányította. 2004-ben négyes 1000 méteren (Kammerer, Vereckei, Horváth G.) aranyérmes, 500 méter kettesben hatodik lett az Eb-n. A 2004-es athéni nyári olimpián megismételte a négyes 1000 méteres győzelmét. Kammererrel kettes 500 méteren ötödik volt. Az olimpia után edzéseit Séra Miklós irányította és a Bp. Honvéd versenyzője lett.
2005-ben az olimpiai bajnok négyes egységgel hatodik lett az Eb-n. A világbajnokságon négyesben 500 méteren (Benkő Zoltán, Kökény, Horváth) és 1000 méteren (Kammerer, Vereckei, Horváth) sem jutott a döntőbe. Ezt követően visszavonult a versenysporttól.
2007-ben levezetésként az Esztergomi Kajak-Kenu SE-hez szerződött. 2008-ban válogatóversenyen is indult.
A magyar kajaksport történetének egyik legsikeresebb versenyzője volt.

## Visszavonulása után
A Testnevelési Főiskolán szakedzői diplomát, valamint a Budapesti Közgazdaságtudományi Egyetemen vezetési-szervezési szakértői képesítést szerzett. A 2006-os önkormányzati választáson független jelöltként először bejutott Üröm község önkormányzatának képviselő-testületébe. 2008 decemberében kinevezték Angyal Zoltán utódjaként a magyar kajak-válogatott szövetségi kapitányává. A MOB sportolói bizottságának tagja (2012–től). 2013-ban a szövetségi kapitányi poszt megszűnt. Storcz a továbbiakban a felnőtt válogatott vezetőedzőjeként látta el korábbi feladatait. 2016 decemberében bejelentette, hogy szerződése lejárta után nem pályázik az újra létrehozott szövetségi kapitányi tisztségre.
2021 novemberében a Nemzetközi Kajak-Kenu Szövetség sprintbizottságának tagja lett.

## Magánélete
Nős, három leánygyermek édesapja.

## Díjai, elismerései
- Az év magyar kajakozója (1997, 2000)
- Az év magyar sportolója (1997)
- A Magyar Köztársasági Érdemrend tisztikeresztje (2000)
- A Magyar Köztársasági Érdemrend középkeresztje (2004)
- Az év magyar sportcsapata választás második helyezett (2004)
- Az év magyar szövetségi kapitánya választás harmadik helyezett (2009)
- Az év magyar szövetségi kapitánya választás második helyezett (2010, 2012)
- Az év magyar szövetségi kapitánya (2011, 2014[5])
- A Magyar Érdemrend középkeresztje a csillaggal (2012)